# آمنیستا
آمنیستا یک شهر باستانی در کاریه در ترکیه امروزی است. نام این شهر در متون نیامده، و تنها در برخی کتیبه ها به آن اشاره شده است. 